# Światowy Ruch Katolików na rzecz Środowiska
Światowy Ruch Katolików na rzecz Środowiska, ang. Laudato Si' Movement (LSM), czyli Ruch Laudato Si' – to globalna sieć ponad 900 organizacji katolickich i ponad 10 000 przeszkolonych liderów oddolnych, znanych jako animatorzy Laudato Si'. Misją LSM, zainspirowaną encykliką papieża Franciszka Laudato si', jest „inspirowanie i mobilizowanie wspólnoty katolickiej do dbania o nasz wspólny dom oraz osiągnięcia sprawiedliwości klimatycznej i ekologicznej”.

## Historia
W styczniu 2015 r., gdy papież Franciszek przybył do Manili, powstał na Filipinach Globalny Katolicki Ruch Klimatyczny (ang. Global Catholic Climate Movement), sponsorowany przez kardynała Luisa Antonio Tagle. Pierwotna nazwa została zmieniona w 2021 r. na Laudato Si' Movement (dosłownie: Ruch Laudato Si’), aby lepiej odzwierciedlić jego misję.
LSM odegrał kluczową rolę we wspieraniu Kościoła w przyjęciu i wdrożeniu encykliki Laudato si' papieża Franciszka. We współpracy z Watykańską Dykasterią ds. Integralnego Rozwoju Człowieka, LSM zwołuje różne globalne inicjatywy mające na celu podnoszenie świadomości i pobudzanie katolickich działań na rzecz ochrony środowiska, takie jak:
- coroczne obchody Tygodnia Laudato Si’[4], które odbywają się w maju[5],
- ekumeniczne obchody Czasu dla Stworzenia, odbywające się każdego roku w okresie od 1 września do 4 października[a][6],
- film dokumentalny pt. „List. Przesłanie dla Ziemi”[7][8], udostępniony online[9].

LSM przewodził także innym inicjatywom, takim jak szkolenie animatorów Laudato Si' i rekordowy udział instytucji katolickich w kampanii na rzecz dywestycji z paliw kopalnych.
LSM ma ośrodek w Asyżu, koordynujący projekt „Asyż: Terra Laudato Si'”, który łączy różne miejsca związane z zakonem franciszkańskim, aby opowiedzieć historię Pieśni Słonecznej i Laudato Si'. Projekt został ogłoszony przez biskupa Domenico Sorrentino i pobłogosławiony przez watykańskiego kardynała Czernego podczas ceremonii Zesłania Ducha Świętego w maju 2023 r.

## Działania w Polsce

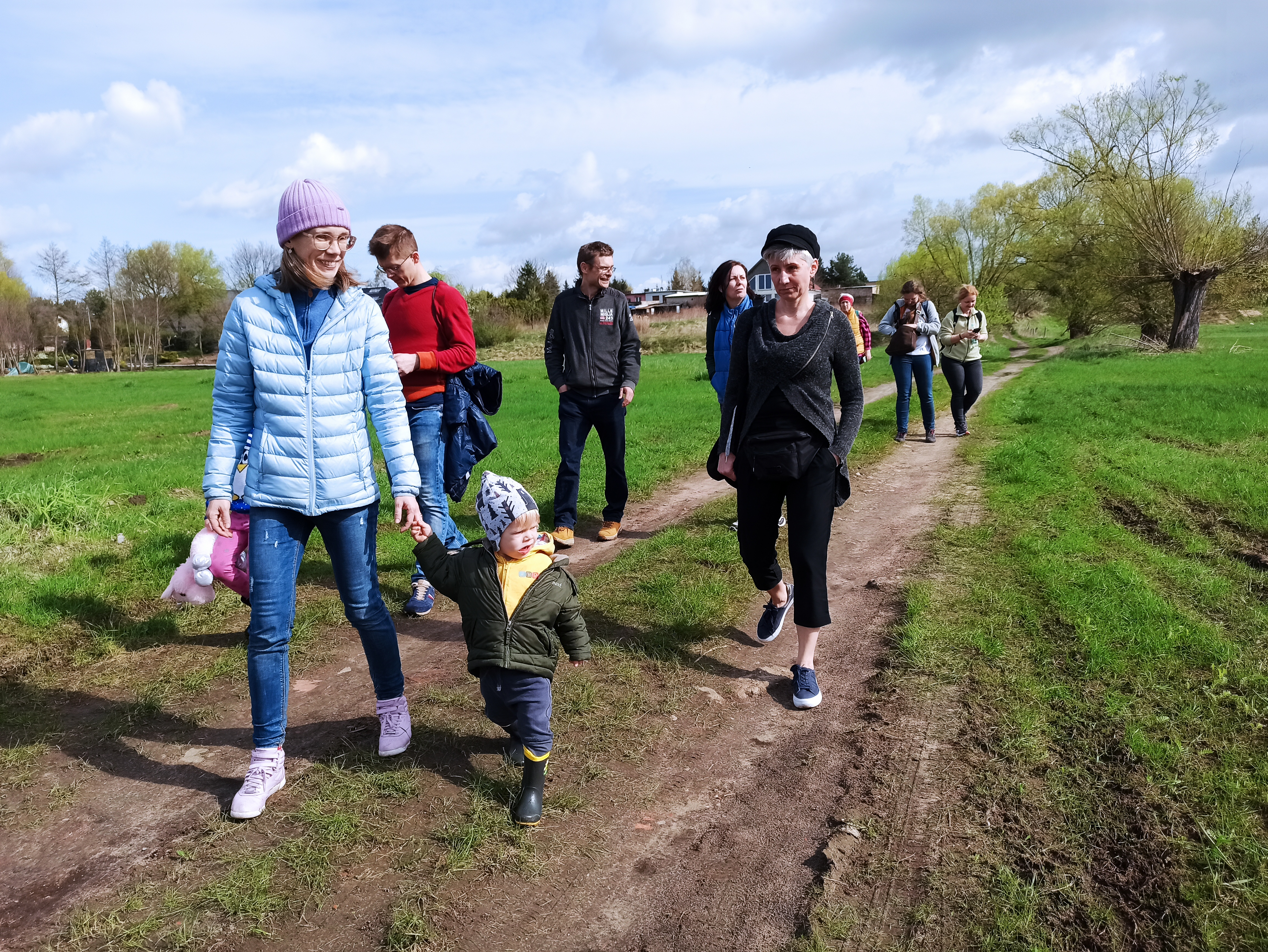
Wycieczka przyrodnicza w Radzewicach podczas rogalińskiego zjazdu animatorów Laudato Si'

Światowy Ruch Katolików na rzecz Środowiska, czyli polska gałąź LSM, został zarejestrowany jako fundacja w 2019 r. Jego działalność jest wielostronna, m.in. prowadzi kursy dla animatorów Laudato Si', organizuje konferencje i inne spotkania (także integracyjne) oraz inicjuje i koordynuje różne projekty, lokalne i ogólnopolskie:
- Zielone Parafie,
- coroczne międzynarodowe Konferencje "Creatio Continua", organizowane od 2018 r. we współpracy z Uniwersytetem Papieskim Jana Pawła II w Krakowie[18], które od 2025 r. odbywają się w Warszawie[19][20],
- projekt PielGREEN, czyli ilustrowane Zasady zielonego pielgrzymowania (czyli pieszej ekoturystyki duchowej), częściowo oparte na zasadach Rogalińskich Dróg – sieci przyrodniczych szlaków pielgrzymkowo-turystycznych, prowadzących do zabytkowego kościoła z mauzoleum rodu Raczyńskich w Rogalinie[21],
- Program „Ciepły Dom – Ciepły Kościół”.

ŚRKŚ wspiera też inne proekologiczne inicjatywy, np. współpracuje z Uniwersytetem Kardynała Stefana Wyszyńskiego w Warszawie przy organizacji corocznych edycji ogólnopolskiego Plebiscytu Ekologicznego.
W latach 2019-2023 prezesem ŚRKŚ był Piotr Abramczyk, a od 2023 roku prezeską jest Magdalena Kadziak. Do Rady Fundacji należą m.in. prof. Maciej Nowicki, Marcin Korolec, bp. Michał Janocha, abp. Adrian Galbas oraz o. Joshtrom Isaac Kureethadam SDB. W ramach Konferencji Episkopatu Polski, z ŚRKŚ współpracuje biskup Tadeusz Lityński, który od 2021 roku jest przewodniczącym Zespołu „Laudato si” przy Radzie ds. Społecznych, a w 2015 roku został delegatem ds. duszpasterstwa pracowników leśnictwa, gospodarki wodnej i ochrony środowiska.